# Escavèche

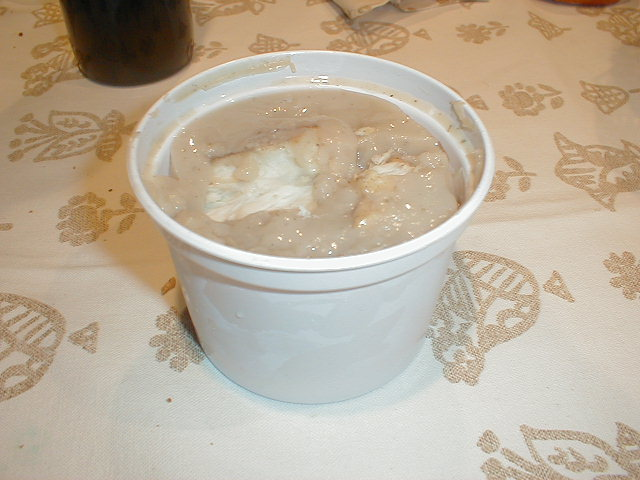
Escavèche

Escavèche is een Waals visgerecht, afkomstig uit de regio van Chimay in het zuiden van de provincie Henegouwen rond het Meer van Virelles. Het wordt ook in delen van de provincie Namen gegeten.
Het gerecht is ontstaan in de 15e en 16e eeuw, toen Henegouwen overheerst werd door de Spaanse Habsburgers. De Spanjaarden gebruikten azijn als bewaarmiddel voor de vis. Escavèche is ingelegde zoetwatervis, traditioneel bereid op basis van zeepaling, maar sommige producenten gebruiken ook forel of andere soorten. Bij de bereiding gebruikt men uien, citroen en kruiden. In restaurants in de streek wordt escavèche aangeboden als voor- of hoofdgerecht, samen met sla, brood of frieten.  
In het Nederlands zeggen we Escabeche.  